# Scina submarginata
Scina submarginata är en kräftdjursart. Scina submarginata ingår i släktet Scina och familjen Scinidae. Inga underarter finns listade i Catalogue of Life.